# Pobądz

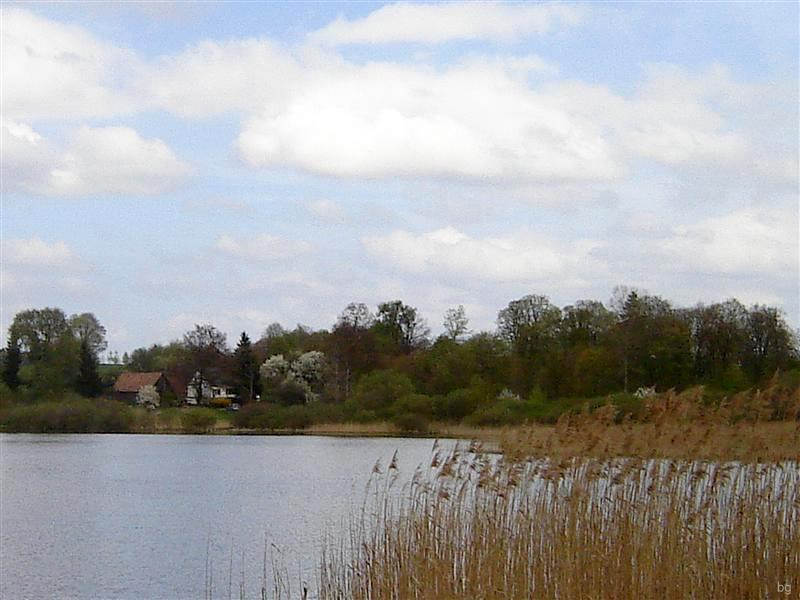
Widok wsi

Pobądz (do 1945 r. niem. Pobanz) – wieś sołecka w Polsce położona w województwie zachodniopomorskim, w powiecie białogardzkim, w gminie Tychowo. W latach 1975–1998 wieś należała do woj. koszalińskiego. Według danych UM na dzień 31 grudnia 2014 roku wieś miała 103 stałych mieszkańców.
Osady wchodzące w skład sołectwa:
- Buczki
- Solno

## Położenie
Wieś leży w odległości ok. 10 km na północny wschód od Tychowa, nad rzeką Chotlą, przy trasie byłej linii wąskotorowej Białogard – Świelino, na turystycznym szlaku im. Józefa Chrząszczyńskiego.

## Zabudowa wsi
- z zespołu dworsko-parkowego z XIX wieku zlokalizowanego na południowym krańcu wsi zachował się jedynie fundament domu zarządcy. Dom zarządcy został zniszczony podczas II wojny światowej przez wkraczających do wsi żołnierzy radzieckich. Dom zarządcy został ograbiony, spalony i zburzony. Park dworski pozostał, chociaż część drzewostanu została wycięta. Można podziwiać jeszcze kilkadziesiąt buków. Obok parku po drugiej stronie drogi znajduje się staw bogaty w różne gatunki ryb. Niedaleko wioski koło nadleśnictwa w lesie istniał bardzo ładny i duży niemiecki cmentarz. Z biegiem lat po wojnie został ograbiony i zniszczony przez Polaków. Obecnie w miejscu gdzie istniał rośnie trawa i drzewa, gdzieniegdzie można jeszcze natrafić na żelazne i kamienne elementy nagrobków świadczące o tym co się tu kiedyś znajdowało.
- w domu nr 13 z czerwonej cegły funkcjonowała w latach 50.–80. szkoła, do której chodzili obecni mieszkańcy Pobądza oraz Buczek
- betonowy most w kształcie łuku kolei wąskotorowej.

## Turystyka
Przez wieś prowadzi regionalny, turystyczny szlak pieszy  Szlak im. Józefa Chrząszczyńskiego.